# You Are Not Alone (singel Michaela Jacksona)
You Are Not Alone – singel Michaela Jacksona z albumu HIStory. Utwór był nominowany do nagrody Grammy w kategorii Piosenka Roku. To pierwszy w 37-letniej historii Billboard Hot 100 utwór, który zadebiutował jako numer jeden.
Finaliści szóstej edycji brytyjskiej wersji programu X Factor (m.in. Joe McElderry, Stacey Solomon czy Olly Murs) stworzyli wspólnie cover piosenki, który po raz pierwszy wykonali w programie 15 listopada 2009 roku.

## Lista utworów
Canadian & U.S.
1. You Are Not Alone – 5:48
2. You Are Not Alone (Radio Edit) – 4:54
3. You Are Not Alone (Franctified Club Mix) – 10:40
4. Scream Louder (Flyte Tyme Remix) – 5:30
5. MJ Megaremix – 10:33

Japan single
1. You Are Not Alone – 5:48
2. You Are Not Alone (Radio Edit) – 4:54
3. You Are Not Alone (Franctified Club Mix) – 10:40
4. You Are Not Alone (R. Kelly Mix) – 6:23
5. You Are Not Alone (Classic Club Mix) – 7:40
6. You Are Not Alone (Jon B. Main Mix) – 6:55
7. You Are Not Alone (Jon B. Padapella Mix) 6:55

Austria single
1. You Are Not Alone – 5:48
2. You Are Not Alone (Radio Edit) – 4:54
3. You Are Not Alone (Franctified Club Mix) – 10:40
4. You Are Not Alone (Classic Club Mix) – 7:40
5. You Are Not Alone (Jon B. Main Mix) – 6:55
6. You Are Not Alone (Jon B. Padapella Mix) 6:55
7. MJ Medley – 4:59

## Autorzy
- Tekst i muzyka: R. Kelly
- Wokal: Michael Jackson
- Produkcja: R. Kelly i Michael Jackson

## Notowania
| Lista                              | Pozycja | Data       |
| ---------------------------------- | ------- | ---------- |
| Lista przebojów Programu Trzeciego | 1       | 20.10.1995 |
| Szczecińska Lista Przebojów        | 18      | 24.09.1995 |